# Toponimie
În onomastică, ramură a lingvisticii, toponimia sau toponomastica este o subramură care studiază toponimele, adică numele proprii de locuri, având în vedere mai multe aspecte: originea, tipologia, sensul, structura lor etc.. În alt sens, termenul „toponimie” denumește și totalitatea toponimelor dintr-o limbă, o țară, o regiune sau o localitate.
Toponimia nu este o disciplină izolată, ci are interacțiuni cu o altă subramură a onomasticii, antroponimia, cu alte ramuri ale lingvisticii, ca lexicologia, dialectologia, etimologia, geografia lingvistică, precum și cu mai multe discipline extralingvistice: istoria, arheologia, geografia, etnografia.
Toponimia servește mai ales istoriei în general, lămurind aspecte ale trecutului istoric al popoarelor, precum răspândirea centrelor culturale și economice, traseele drumurilor comerciale, limitele așezării lor etc.. De pildă, în Ungaria sunt nume de localități care provin din cele ale unor triburi maghiare din timpul așezării lor. Acestea dau informații nu despre locurile unde s-au așezat inițial, ci despre cele unde s-au răspândit din acestea, toponimele fiind date de cei din alt trib care trăiau deja acolo. Sunt de asemenea toponime care vorbesc despre grupuri etnice care s-au așezat ulterior pe acel teritoriu, date de maghiari: uzi (ex. Ózd), pecenegi (ex. Besenyőd), cumani (ex. Kunmadaras), iași (ex. Jászberény), cehi (ex. Csehi), germani (Újszász) etc..
Toponimia vine îndeosebi în sprijinul cercetării istoriei limbilor. În privința istoriei lor externe, dă informații de pildă despre domeniul răspândirii lor în trecut. Pentru istoria internă a limbilor sunt semnificative elemente care se păstrează numai în unele toponime, de pildă, în limba croată, desinența de nominativ masculin plural -e (ex. Pakoštane).

## Obiectul toponimiei

### Tipuri de toponime și clasificarea lor
Toponimele sunt de multe feluri, după tipurile de locuri pe care le numesc: corpuri cerești, continente, țări, ținuturi, unități administrativ-teritoriale istorice și actuale, așezări umane, căi de comunicație terestre, munți, dealuri, ape etc.. Pot fi clasificate în categorii mari, ca cele de mai jos.
După mărimea relativă a locurilor există două categorii:
- Macrotoponimia cuprinde numele entităților geografice mari, naturale, de exemplu masive muntoase, și cele create de om, de pildă țări.
- Microtoponimia cuprinde numele entităților geografice mici, individualizate, de pildă lacuri și localități.

Din alt punct de vedere se iau în seamă alte două categorii: numele geografice, adică toponimele terestre, și toponimele extraterestre.
Dintr-un al treilea punct de vedere există toponime date spontan, mai ales în trecutul istoric, precum Paris, și altele date în mod conștient, unele oficial, ca Washington.
Unele tipuri de toponime sunt studiate de ramuri ale toponimiei care le sunt dedicate:
- Hidronimia se ocupă de numele apelor. Printre ele sunt nume de pâraie, râuri, fluvii, bălți, iazuri, lacuri, mări, oceane[10][3].
- Oronimia studiază numele lanțurilor și masivelor muntoase, precum și al munților individuali.[11][3].
- Astronimia are ca obiect numele corpurilor cerești (ex. Venus[6]) și ale locurilor individuale de pe ele, ex. la  Mare Moscoviense „Marea Moscovei” de pe Lună[3].
- Oiconimia se ocupă de studiul numelor de așezări omenești[3].

### Caracteristici generale ale toponimelor
Una din caracteristicile toponimelor este vechimea foarte mare a unora, mai ales hidronime și oronime, fapt dovedit de imposibilitatea de a le determina sensul originar, dat fiind că provin din limbi neatestate, prin urmare necunoscute. De pildă, în limba română, astfel de toponime datează în parte dinaintea romanilor, fiind preluate de la populații anterioare. Astfel, despre nume ca Argeș, Criș, Carpați, Bucegi etc. se presupune că sunt traco-dacice.
Legată de vechime este stabilitatea toponimelor față de cea a altor nume proprii, precum antroponimele, pentru că nu dispar odată cu oamenii și sunt mai puțin supuse modei. Astfel, sunt unele țări în care între multe toponime și limba poporului majoritar care o locuiește nu există vreo legătură, ca în Statele Unite ale Americii, unde s-au păstrat multe nume de state de origine amerindiană: Oregon, Massachusetts, Minnesota, Mississippi, Missouri etc..

### Originea și sensul toponimelor
Originea toponimelor este foarte diversă. Toate au un sens lexical. Al multora este cunoscut de toți vorbitorii, al altora, mai vechi, numai de către specialiștii în toponimie, iar al altora, și mai vechi, numai se presupune sau nu se cunoaște deloc.
Una din clasificările toponimelor după origine este din punctul de vedere a ceea exprimă entitatea lingvistică din care provin.
De exemplu, printre numele de țări și regiuni sunt care provin de la substantive (nume) comune sau alte toponime:
- numele poporului majoritar care locuiește în țară[6];
- nume de puncte cardinale: Anatolia (< el  anatole „răsărit”), Australia (< la  auster „vând de sud”)[7];
- nume de materii: Argentina (< la  argentum „argint”), Coasta de Fildeș[7];
- nume de ființe: Insulele Galápagos (< es  galápago „broască țestoasă”)[7];
- nume de așezări: Portugal „Portugalia” (< romano-celticul Portus Cale „portul Cale”)[7].

Printre numele de localități se găsesc unele care provin de la:
- nume de etnii (vezi mai sus, în introducere);
- nume de ocupații: hu  Ács „dulgher”[6];
- nume de zile, în limba maghiară, ale celor în care se țineau târguri[6]:
  - în cuvinte monomembre: Csütörtök „joi”;
  - în cuvinte compuse: Szombathely lit. „sâmbătă-loc”.
- alte nume comune:

ro  Vadu Oii, Podu Turcului;
en  Oxford literal „vad pentru boi”;
hu  Földvár lit. „cetate de pământ”;
- numele unor sfinți:

it  San Marino;
es  San Diego;
hu  Szentkozma „Sfântul Cosma”;
- nume de persoane sau de personalități singure sau în compoziții:

fr  Orléans (< la  Aurelianus);
en  Washington;
ru  Петрозаводск Petrozavodsk (Петро- Petro- < Пётр Piotr);
hr  Josipdol lit. „valea lui Josip”;
hu  Taksony (locul moșiei lui Taksony), Sopron (locul moșiei unei persoane care nu era o personalitate);
- nume de ape:
  - ca toponime monomembre: ru  Москва Moskva „Moscova”, Вологда Vologda[3];
  - ca membre de toponime plurimembre:

ro  Târgu Jiu, Târgu Mureș, Curtea de Argeș;
hu  Dunaújváros lit. „Dunărea-nou-oraș”.
Sunt multe hidronime și oronime care exprimă o trăsătură a obiectului respectiv:
- hidronime:

ro  Galbena, Repedea, Tulburea, Lacul Sărat;
hu  Sóstó lit. „lac sărat”:
- oronime: Piscu Nalt, Piatra Arsă, Vârful Retezat[11].

Unele oronime sunt metafore antropomorfe (Vârful Omu, Babele), altele au la origine antroponime: Vârful Negoiu, Vârful Moldoveanu.
Printre astronime există, pe lângă denumiri științifice, denumiri populare provenind din nume comune, ex. Cloșca cu pui (Pleiadele), hu  cu același sens Fiastyúk.
Altă clasificare a toponimelor după origine se poate face în autohtone, împrumutate și traduse.
Printre toponimele de mai sus, majoritatea sunt autohtone: ro  Vadu Oii, en  Oxford, ru  Moskva, hu  Taksony etc.
Altele sunt cuvinte internaționale adaptate la regulile limbii în care se folosesc, de pildă numele de țări în română.
Unele împrumuturi sunt relativ vechi. În română se pot cita mai multe hidronime de origine slavă: Dâmbovița, Ialomița, Cernavodă (lit. „apa neagră”), Potoc (lit. „pârâu”). Tot de origine slavă sunt multe toponime maghiare: Balaton, Tapolca etc.. Sunt și toponime maghiare împrumutate din română, ex. Kaprióra < Căprioara, precum și toponime române împrumutate din maghiară, de pildă în Moldova: Bacău (< Bákó), Bârgăuani (< Bargován), Hârlău (< Harló) etc..
Unele toponime sunt traduse. Astfel sunt, în română, mai multe localități numite Valea Seacă, dintre care cel puțin unele au numele tradus din slavul Sohodol, care există în continuare ca numele mai multor alte localități. Alte toponime sunt traduse din maghiară, precum Miercurea Ciuc, din Csíkszereda, sau Sebeșel, din Sebeshely.

### Forma toponimelor
Toponimele sunt diverse din punctul de vedere al formei lingvistice. Unele sunt cuvinte simple, la forma lor gramaticală de bază, de pildă, printre cele de mai sus, ro  Retezat, ru  Moskva, hu  Sopron.
Altele sunt cuvinte simple cu altă formă gramaticală decât cea de bază. În mai multe limbi sunt toponime folosite la forma de plural: ro  Carpați, hu  Kárpátok, hr  Novaki. În română sunt mai multe nume de pâraie articulate (Repedea). În maghiară sunt nume de localități formate din antroponime prevăzute cu un sufix arhaic ce exprimă faptul că locul respectiv era proprietatea persoanei numite, ex. Tamási „al lui Tamás”.
Multe toponime sunt rezultatul acelorași procedee de formare de cuvinte ca în cazul numelor comune. Frecvența de folosire a procedeelor depinde și de caracteristicile limbii date. Derivarea este unul din acestea:
- În română se întâlnesc cu sufixul -iș (ex. Păltiniș lit. „loc cu paltini”), sau cu cel formator de adjective -eni (Văleni)[7].
- În rusă, un sufix frecvent formator de nume de orașe este -овск -ovsk, ca în Боровск Borovsk. Sunt și cvasi-prefixe provenind de la cuvinte propriu-zise, dar care nu mai au existență autonomă, de exemplu în Белгород Belgorod „orașul alb”[3].
- În maghiară, unele nume de ținuturi sunt formate cu sufixul -ság, cu varianta -ség: Kunság „ținutul cumanilor”, Mezőség lit. „ținutul câmpurilor” (numele maghiar al Câmpiei Transilvaniei)[6].
- În croată, unele nume de ținuturi se formează cu sufixul -ština/-tina adăugat la numele orașului în jurul căruia se situează, ex. Đakovo → Đakovština[16].

Alte toponime sunt cuvinte compuse, unele din cuvinte la forma de bază juxtapuse, altele sintagme la origine:
- În română sunt în general provenite din sintagme, ex. Câmpulung[7].
- În limba engleză se întâlnesc toponime din cuvinte juxtapuse, dintre care al doilea este town, ex. Georgetown[3].
- În maghiară, toponimele compuse sunt foarte frecvente:
  - nume de orașe foste cetăți: numele județului al cărui centru erau + substantivul vár „cetate”: Somogyvár[6];
  - o parte din numele de țări, compuse din numele poporului majoritar cu funcție de atribut adjectival + substantivul ország „țară”, ex. Finnország „Finlanda”[6];
  - antroponim ca posesor + nume comun ca obiect posedat, prevăzut cu sufix personal posesiv: Dencsháza „casa lui Dencs” (nume de sat)[6].

Sunt și toponime care constituie sintagme propriu-zise de mai multe tipuri:
- substantiv + atribut adjectival:

ro  Târgu Frumos;
ru  Чистые Пруды Cistîe Prudî „iaz curat”;
- substantiv + atribut substantival: Baia de Aramă, Podu Turcului[7].

### Schimbări de toponime
Deși multe toponime sunt stabile, există și unele care se schimbă, în general din acelea care țin de microtoponimie. Deseori este vorba de schimbări făcute oficial. Astfel sunt numele de căi publice al căror nume tradițional este schimbat, de pildă, în nume de personalități. Sunt și toponime schimbate din considerente politice, de exemplu care în fostele țările comuniste au purtat numele lui Lenin sau al lui Stalin. Astfel, în România, Brașovul a fost numit Orașul Stalin, apoi redenumit Brașov. În Ungaria de asemenea a fost un oraș Dunapentele, devenit Sztálinváros lit. „orașul Stalin”, apoi Dunaújváros.